# 日本肥満学会
一般社団法人日本肥満学会（にほんひまんがっかい、英: Japan Society For The Study Of Obesity、略称: JASSO）は、肥満および肥満症に関する研究活動や診断基準の策定、市民や医師に対する広報・啓発活動を行う学術団体。医師・栄養士・薬剤師をはじめとする医療関係者、医学・農学・理学・薬学研究者などで構成される。

## 概要
- 理事長 - 春日雅人　（独立行政法人国立国際医療研究センター）
- 事務局 - 〒532-0004 大阪市淀川区西宮原1-8-29 テラサキ第2ビル 8階（株式会社コネット内）

### 沿革
- 1980年 - 肥満研究会として発足、第1回学術集会を開催した。
- 1984年 - 日本肥満学会に改組した。
- 1995年 - 第1回学術集会より発行してきた研究会記録集を改め、学術誌「肥満研究」を刊行した。
- 2000年 - BMI25以上を肥満とする基準を策定した[1]。
- 2005年 - メタボリックシンドロームの診断基準を策定した。
- 2006年 - 「肥満症治療ガイドライン2006」を発表し、肥満と肥満症の概念を明確に定義した。
- 2011年 - 「肥満症診断基準2011」を発表した。

## 肥満度の判定基準
統計的にもっとも病気にかかりにくいBMI 22を標準とし、25以上を肥満として、肥満度を4つの段階に分けている。3度と4度が高度肥満に分類される。
| 状態             | 指標             |
| ---------------- | ---------------- |
| 低体重（痩せ型） | 18.5以下         |
| 普通体重         | 18.5以上、25未満 |
| 肥満（1度）      | 25以上、30未満   |
| 肥満（2度）      | 30以上、35未満   |
| 肥満（3度）      | 35以上、40未満   |
| 肥満（4度）      | 40以上           |

## 内臓脂肪型肥満の判定基準
内臓脂肪蓄積を反映するウエスト周囲長が、男性85cm以上、女性90cm以上の者に対して腹部CT検査を行い、内臓脂肪面積（VFA）が100cm2以上のものを「内臓脂肪型肥満」と判定する。